# إدي ميلر (لاعب كرة قاعدة)
إدي ميلر (بالإنجليزية: Eddie Miller)‏ هو لاعب كرة قاعدة أمريكي، ولد في 26 نوفمبر 1916 في بيتسبرغ في الولايات المتحدة، وتوفي في 31 يوليو 1997 في ليك وورث في الولايات المتحدة.

## وصلات خارجية
- إدي ميلر على موقع دوري كرة القاعدة الرئيسي (الإنجليزية)
- إدي ميلر على موقعبيزبول رفرنس.كوم (الدوري الرئيسي) (الإنجليزية)